# Prowincja Chanszala
Prowincja Chanszala (arab. ‏ولاية خنشلة‎) – jedna z 48 prowincji (wilajet) Algierii, znajdująca się w północno-wschodniej części kraju.

## Geografia
Prownicja Chanszala znajduje się w północno-wschodniej części kraju i graniczy z pięcioma innymi prowincjami: na wschodzie znajduje się prowincja Tibissa, na północy prowincja Umm al-Bawaki, na zachodzie prowincja Batina, a na południu prowincje Biskira i Al-Wadi.

## Etymologia
Nazwa prowincji wywodzi się prawdopodobnie od imienia córki królowej Amazigh Dihya, znanej Arabom jako Al-Kahina.

## Podział administracyjny
Prowincja Chanszala dzieli się na 8 okręgów i 21 gmin.